# Храм Чести и Доблести
Храм (хра́мы) Че́сти и До́блести (лат. Aedes Honos et Virtus или лат. Templum Honoris et Virtutis) — название нескольких древнеримских храмов, посвящённых воинским божествам Виртус (лат. Virtus, персонификация доблести) и Хонос (лат. Honor, Honōs, персонификация чести).

## Храм на холмеЦелий
Комплекс, состоявший из двух храмов, был расположен около холма Целий, у Капенских ворот Рима, скорее всего, снаружи Сервиевой стены к северу от Аппиевой дороги.
Квинт Фабий Максим Руллиан, будучи в 304 году до н. э. цензором, учредил торжественный выезд всадников (лат. transvectio equitum) в память о помощи, оказанной римлянам Диоскурами в битве у Регилльского озера, начинавшийся у храма Марса (лат. Aedes Mars). Предположение, что эта процессия начиналась у храма Чести и Доблести, неверно.
В 234—233 годах до н. э., после победы в войне с лигурийцами, патрицианский консул Квинт Фабий Максим Веррукоз, соблюдая свой обет, построил храм, который 17 июля был посвящён Чести.
После победы над галлами в битве при Кластидии выходец из плебейского сословия Марк Клавдий Марцелл в 222 году до н. э. дал обет о постройке храма и посвящении его Чести и Доблести. Понтифик, происходивший из патрициев, запретил постройку. В 211 году до н. э., после взятия Сиракуз во время, этот обет был им повторён. В 208 году до н. э. Марк Клавдий Марцелл хотел посвятить построенный ранее храм Чести обоим божествам, но понтифики опять не разрешили этого под предлогом:

…нельзя двум божествам быть в одном помещении, ибо если туда попадёт молния или случится какое другое несчастье, то будет непонятно, какому богу надо приносить жертву, и трудно будет получить искупление, да и вообще, двум божествам якобы нельзя приносить жертву.
Оригинальный текст (лат.)…quod negabant unam cellam amplius quam uni deo recte dedicari, quia si de caelo tacta aut prodigii aliquid in ea factum esset difficilis procuratio foret, quod utri deo res diuina fieret sciri non posset; neque enim duobus nisi certis deis rite una hostia fieri.
Восстановив старую часть храма, Марк Клавдий Марцелл построил новый храм — Доблести, украсив весь комплекс богатой добычей, захваченной при взятии Сиракуз.
Посвящение храмов Чести и Доблести произошло уже после гибели полководца и было проведено в 205 г. до н. э. его сыном — Марком Клавдием Марцеллом.
В храмах, помимо трофеев из Сиракуз, хранились якобы относящиеся ко временам легендарного царя Рима Нумы Помпилия бронзовые святыни Камен (лат. aedicula Camenarum), впоследствии перенесённые в храм Геркулеса Мусагета (лат. Aedes Herculis Musarum). К началу нашей эры большая часть сокровищ храма была утеряна.
В 19 году до н. э. в честь возвращения Октавиана Августа из Сирии около храма был возведён алтарь Фортуны (лат. Fortuna Redux).
При Веспасиане (70-е годы) храмовый комплекс был восстановлен; оформляли храм два римских художника — Корнелий Пин (лат. Cornelius Pinus) и Аттий Приск (лат. Attius Priscus). Последнее упоминание о храме Чести и Доблести относится к середине IV века.

## Храм наКапитолийском холме
В 101 году до н. э. после победы над кимврами и тевтонами по инициативе консула Гая Мария построен храм, посвящённый Доблести.
Строительство храма осуществил римский архитектор Гай Муций (лат. C. Mucius), отец приёмной дочери Мария. Храм располагался на Капитолийском холме, недалеко от дома Гая Мария рядом со Священной дорогой, или на Велии (лат. Velia) — пологой седловине, соединяющей северный склон Палатина с Эсквилином.
В 57 году до н. э. в этом храме собирался сенат для голосования о возвращении Цицерона из изгнания, при этом храм называют «monumentum Marii», который некоторые исследователи отождествляют с «monumenta Mariana», упоминаемым Валерием Максимом.
Золотая статуя Виртус была расплавлена после взятия Рима вестготским королём Аларихом в 410 году. После падения Римской империи храмы были разрушены, их остатки найдены не были.